# Camarosporium palliatum
Camarosporium palliatum är en svampart som beskrevs av Kohlm. & E. Kohlm. 1979. Camarosporium palliatum ingår i släktet Camarosporium, ordningen Botryosphaeriales, klassen Dothideomycetes, divisionen sporsäcksvampar och riket svampar.   Inga underarter finns listade i Catalogue of Life.